# محمد عرب
محمد عرب (زادهٔ ۱۳۱۰ تهران - درگذشت ۱۳۹۱ تهران) عضو و مربی اسبق تیم ملی کشتی ایران و هم‌دوره غلامرضا تختی بود.
وی کشتی را در هر دو رشته آغاز کرد و در آزاد و فرنگی قهرمان کشور شد.
او در مسابقات کشتی قهرمانی جهان در سال ۱۹۶۶ در تولیدو آمریکا، عضو تیم ملی کشتی فرنگی ایران بود و در سال‌های بعد در مقاطعی سرمربی‌گری تیم ملی کشتی فرنگی را بر عهده داشت.
وی در روز درگذشت تختی به همراه «نبی سروری» پیکر او را غسل داد.
عرب در ۱۷ دی ۱۳۹۱ در چهل و پنجمین سالروز درگذشت تختی بر اثر ناراحتی قلبی در گذشت و در قطعه نام آوران بهشت زهرا به خاک سپرده شد.
وی در فیلم طغرل حضوری افتخاری داشت.